# Hippodrome de la Couperée
L'hippodrome de la Couperée, ou hippodrome d'Angerville, se situe sur le territoire de la commune d'Angerville, près de Dozulé dans le Calvados.
C'est un hippodrome uniquement de trot avec une piste de 1 075 mètres en herbe, corde à droite, de 3e catégorie régionale.

## Histoire
L'hippodrome d'Angerville est inauguré le 13 septembre 1896 avec un programme de cinq courses de trot, sous la houlette de la Société des courses de Dozulé créée en 1895 et dont le premier président fut Georges Landry, conseiller général et maire de Beuzeval auquel succède le sénateur Louis Doynel de Saint-Quentin. Cette société est présidée depuis la fin des années 1990 par Jean-Pierre Viel qui a succédé à son père Albert, également président de la Société d'encouragement à l'élevage du cheval français.